# Жулавка-Штумська (гміна Дзежґонь)
Жулавка-Штумська (пол. Żuławka Sztumska, давніше Posilge
) — село в Польщі, у гміні Дзежґонь Штумського повіту Поморського воєводства.
Населення — 448 осіб (2011).
У 1975-1998 роках село належало до Ельблонзького воєводства.

## Демографія
Демографічна структура станом на 31 березня 2011 року:
|          | Загалом | Допрацездатний вік | Працездатний вік | Постпрацездатний вік |
| -------- | ------- | ------------------ | ---------------- | -------------------- |
| Чоловіки | 236     | 57                 | 166              | 13                   |
| Жінки    | 212     | 35                 | 128              | 49                   |
| Разом    | 448     | 92                 | 294              | 62                   |

## Особи
- Йоган фон Посільге